# Friedrich Zippelius
Friedrich „Fritz“ Zippelius (* 29. August 1901 in Brüx, Österreich-Ungarn; † 28. Mai 1990 in Ruhpolding) war ein sudetendeutscher Jurist, Politiker (SdP) und SS-Brigadeführer.

## Leben
Als Sohn eines Oberoffizials geboren, studierte Zippelius nach dem Besuch des Staatsoberrealgymnasiums in Brüx 1921 bis 1926 Rechts- und Staatswissenschaften in Prag und wurde dort 1921 Mitglied der Burschenschaft Carolina Prag. Seine Examina legte er 1923 und 1928 ab und wurde 1930 zum Dr. jur. promoviert. Nach seinem Studium und Referendarzeit war er 1934 bis 1938 als Rechtsanwalt in Teplitz-Schönau tätig, vor allem als Strafverteidiger.
Politisch wurde er Anfang der 1920er Jahre aktiv, er hörte 1923 Adolf Hitler in München sprechen. und engagierte sich bei der Deutschen Nationalsozialistischen Arbeiterpartei (DNSAP) in der Tschechoslowakei, wo er unter anderem damit beauftragt war, als Werkstudent (er arbeitete als Maurer und Landarbeiter) marxistische Arbeiter für den Nationalsozialismus zu gewinnen. Nach dem Verbot der DNSAP wechselte er zur Sudetendeutschen Heimatfront (Mitglieds-Nr. 4896), ab 1935 Sudetendeutsche Partei. Von 1934 bis 1938 leitete er die Ortsgruppe Teplitz der Partei und wurde Kreisleiter in Laun. Von 1935 bis 1938 war er für die SdP Mitglied des Abgeordnetenhauses der Nationalversammlung in der Tschechoslowakei.
Nach dem Münchner Abkommen 1938 und der Eingliederung der mehrheitlich deutschsprachigen Gebiete in das Deutsche Reich trat er der NSDAP bei (Mitgliedsnummer 6.600.854) und war im November 1938 mit dem Aufbau des NSDAP-Kreises Teplitz-Schönau beauftragt, dessen Kreisleiter er danach kurzzeitig war und wurde in die Gauleitung Sudetenland übernommen. Von Dezember 1938 an wirkte er zunächst kommissarisch und ab 1. April 1939 offiziell im Sudetengau, Regierungsbezirk Troppau, als Regierungspräsident. 1939 trat er in die SS ein (SS-Nummer 314.974) und wurde kurz darauf zum SS-Standartenführer, im Juni 1939 zum SS-Oberführer und 1940 zum SS-Brigadeführer im Stabe Abschnitt XXIV. befördert. Ab November 1942 war er in dieser Funktion im Wartestand. Er galt als Schürzenjäger und Lebemann und fiel mehrfach negativ auf, so dass er in Folge im Oktober 1942 aus der SS ausgeschlossen worden war. Hintergrund dieser Maßnahmen soll ein skandalöser Auftritt von Zippelius „während einer Besichtigungsreise des Reichsschatzmeisters Franz Xaver Schwarz (1875–1947) im Sudetengau gewesen sein, auf der er betrunken in Bad Karlsbrunn bei Freudenthal in seinem Hotel Scheiben eingeschlagen, ca. 300 Kurgäste belästigt sowie Gauleiter Konrad Henlein zu einem Boxkampf herausgefordert haben soll“. Im Frühjahr 1943 wurde er zur Wehrmacht eingezogen, obwohl sich Konrad Henlein bei Heinrich Himmler für ihn eingesetzt hat, was diesen jedoch lediglich dazu bewegt haben soll, Friedrich Zippelius die Möglichkeit zu geben, „seinen Tatendrang an der Front zu beweisen“. Tschechischen Quellen zufolge maßregelte ihn aber die Partei wegen seiner maßvollen Haltung gegenüber Tschechen in seinem Regierungsbezirk.
Verwundet kam Zippelius im Zweiten Weltkrieg (1939–1945) in amerikanische Kriegsgefangenschaft und war nach der Entlassung 1947 bis 1951 arbeitslos, bevor er eine Anstellung als Landarbeiter und Kranführer fand und 1952 unter dem Namen Franz Hortig im Kabelwerk Rheydt arbeitete. Ab 1956 war er Angestellter im Finanzministerium in Nordrhein-Westfalen (Lastenausgleichsamt) und war danach wieder als Rechtsanwalt in Düsseldorf tätig. 1967 nahm er seinen Wohnsitz in Ruhpolding und gehörte dem Witikobund an.